# Manifest dels Vint-i-set
El Manifest dels Vint-i-set fou una petició elevada el 1943 a Francisco Franco amb la signatura de disset procuradors durant la I Legislatura de les Corts Espanyoles (1943-1946), i d'altres deu persones de relleu en la vida nacional espanyola, sol·licitant neutralitat i restauració monàrquica.

## Context històric
Tal com anava transcorrent la Segona Guerra Mundial hi havia la possibilitat que els contendents escollissin sòl peninsular per lliurar-hi la propera batalla. Davant aquesta possibilitat amplis sectors monàrquics consideraven que Franco no podria sostenir-se en el poder, i que fóra preferible que Joan de Borbó i Battenberg ocupés el tron amb el consens dels aliats, per no propiciar-ne la tornada del Front Popular.
| «                                    | (...) Va succeir, llavors, alguna cosa inesperada. Les Corts, creades al juliol de 1942 i inaugurades el març de 1943, havien de servir per a alguna cosa ben diferent de l'imaginat per Franco. En comptes de ser centre d'unió entorn de la figura del Caudillo, es va convertir en lloc d'oposició i gairebé de rebel·lia. Després de la citada carta de don Joan, vint-i-set procuradors en Corts, que eren partidaris de la restauració monàrquica, van presentar una demanda Franco demanant la tornada del fill d'Alfons XIII. | » |
| — Ramón Garriga, La España de Franco | |   |

## Signataris
Segons el Document publicat per Laureà López Rodó els signataris eren:
- Jacobo Fitz-James Stuart y Falcó, duc d'Alba
- Joan Ventosa i Calvell
- Valentín Galarza Morante, conseller del Movimiento
- Pablo Garnica y Echevarría, procurador per Santander
- José de Yanguas Messía
- Pedro Gamero del Castillo
- Alfonso García Valdecasas
- Manuel Halcón y Villalón-Daoíz
- Antonio Goicoechea
- Nicanor Armero Iranzo, alcalde de Requena
- Joaquín Fernández de Córdoba y Osuna, Duc d'Arión
- Luis Alarcón de la Lastra
- Manuel Moreu Figueroa, almirll
- Juan Manuel Fanjul, vicesecretari General del Movimiento
- Comte d'Ibarra
- Jaime de Foxá
- Antonio Gallego Burín, alcalde de Granada (Andalusia)
- Eduard Martínez-Sabater i Seguí, degà del Col·legi d'Advocats de València
- A. González de Vinuesa
- Antoni Sala i Amat, segon comte d'Egara
- Jesús Merchante Sánchez, alcalde de Conca
- Ignacio Muñoz Rojas
- Isidoro Delclaux Aróstegui, empresari del Sindicat Nacional del Vidre i Ceràmica.
- Alfonso de Zayas y de Bobadilla, marquès de Zayas
- Marquès de Bóveda de Limia, capità general d'Andalusia
- Rafael Lataillade Aldecoa, alcalde de Sant Sebastià
- Aureli Joaniquet i Extremo

## La reacció de Franco
Segons Ricardo de la Cierva la reacció del general Franco es va produir amb extrema cautela, valorant més les absències que les presències en la carta dels procuradors.
| «                                           | (...) Només va cessar de manera fulminant en el Consell Nacional a la mitja dotzena de membres que eren, a més consellers nacionals; Fanjul, Gamero, Yanguas, Halcón, Valdecasas i Joaniquet. Ja havia avançat el retir de Galarza, la participació del qual en aquesta carta ja coneixia. Va mantenir sense vacil·lar a diversos signants en els seus llocs; el duc d'Alba com ambaixador a Londres, Antonio Goicoechea com a governador del Banc d'Espanya i al general Ponte com a capità general d'Andalusia. Redobla les seves aparicions en públic, de vegades davant d'algun dels signants i no va exercir represàlies de cap classe amb excepció de les destitucions purament polítiques indicades. | » |
| — Ricardo de la Cierva, Franco, la historia | |   |

El 26 de juny de 1943 es reuní la Junta Política i acordà expulsar del Consell Nacional del Movimiento a tots els signants que tinguessin aquesta condició, acord pres amb alguns dies de retard, la qual cosa segons el parer de Luis Suárez Fernández denota vacil·lacions. Per a aquest autor el manifest dels Vint-i-set tractava de demostrar la independència de criteri de qui havien estat designats procuradors en Corts. En aquest aspecte beneficiaven al general Franco, que, estava interessat a presentar a les Corts Espanyoles com a òrgan legislatiu i lliure.